# 第10步兵師 (德國國防軍)
第10步兵師（德語：10. Infanterie-Division）是威瑪共和國防衛軍陸軍、納粹德國國防軍陸軍的一個步兵師。該師於1934年10月組建，1938年3月參與吞併奧地利行動。
第二次世界大戰期間，該師參與入侵波蘭、入侵法國行動，該師不久予以摩托化，改編為第10摩托化步兵師（德語：10. Infanterie-Division (mot.)）。1941年6月，該師參與巴巴羅薩行動。該師一直在東線作戰，期間在1943年6月改編為第10裝甲擲彈兵師（德語：10. Panzergrenadier-Division）。
該師在1944年8月第二次雅西-奇西瑙攻勢被殲，同年10月重建。1945年1月在波蘭再度被殲，同年2月再度重建。
該師最後於1945年5月在捷克斯洛伐克向苏联红军投降。

## 註腳
1. ↑  Mitcham（2007年）